# Grillzange

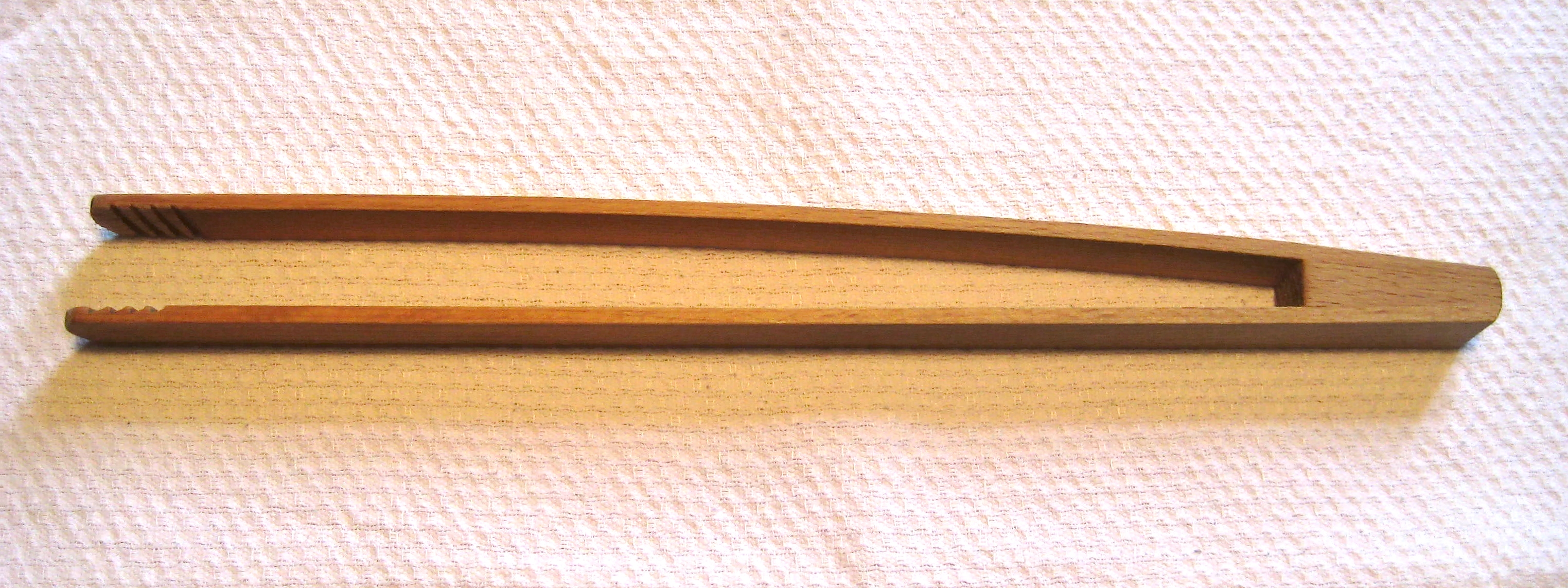
Grillzange (Wurstzange) aus Buchenholz

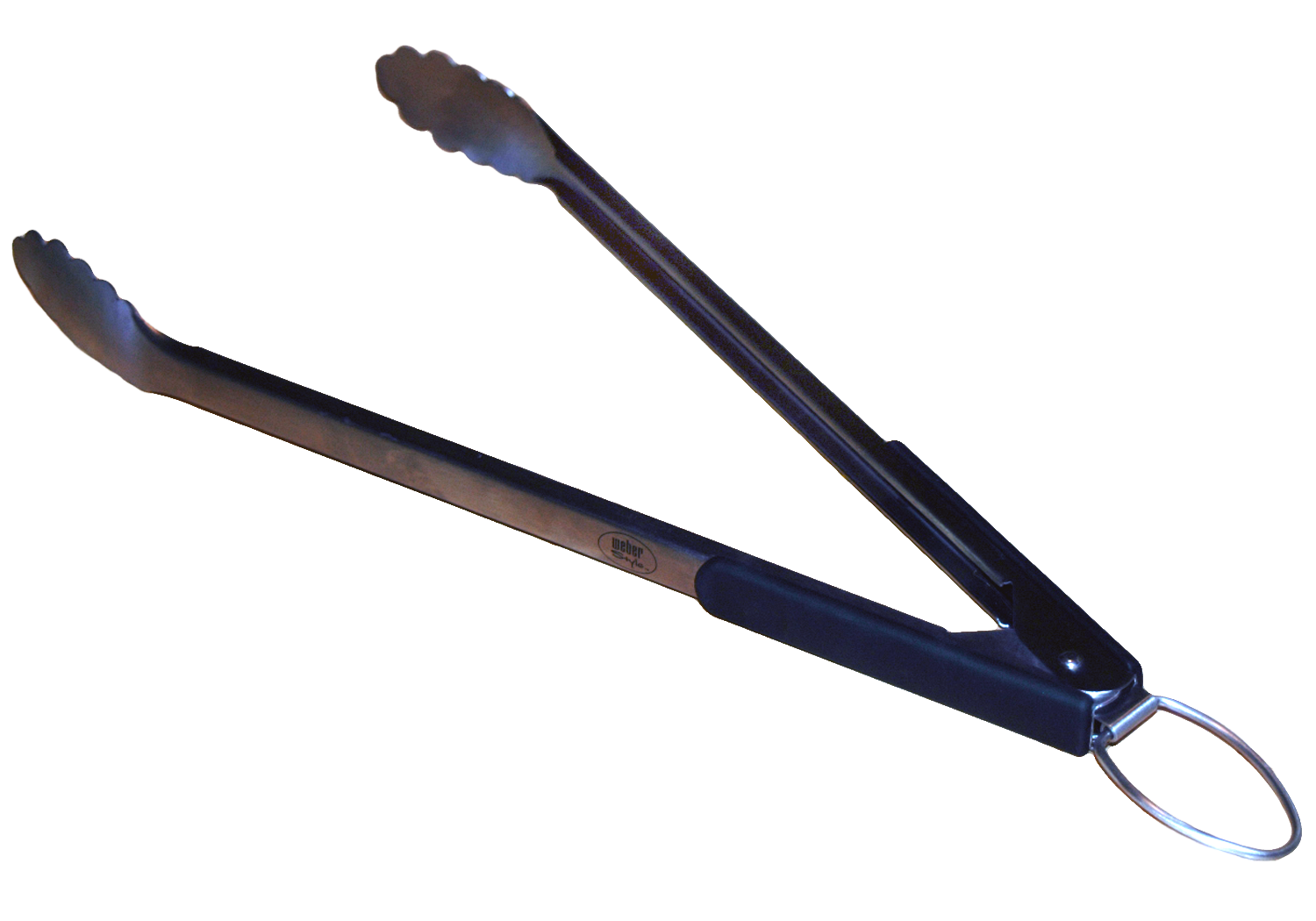
Grillzange aus Edelstahl mit Kunststoffgriffschalen

Eine Grillzange, auch Bratwurst- oder Servierzange, ist eine langstielige Zange aus Metall oder Holz mit zwei rutschfesten, oft schaufelförmig ausgebildeten Greifflächen an den Enden. Sie wird beim Grillen verwendet und dient dazu, Grillgut auf den heißen Grill zu legen, zu wenden und aufzunehmen. 
Grillzangen aus Holz sind in der Regel aus Buchenholz gefertigt, da dieses lebensmittelecht und nicht gesundheitsbedenklich ist. Grillzangen aus rostfreiem Stahl sind hitzebeständiger als Grillzangen aus Holz und können auch direkt in die Glut greifen und eignen sich auch zum Grillen über offenem Feuer. Der lange Griff der Zange verhindert Verbrennungen bei Benutzung an einem Holzkohle- oder Gasgrill oder über einer offenen Feuerstelle. Damit die Hitze bei Zangen aus Metall nicht weitergeleitet werden kann, haben diese einen Griff oder Griffschalen aus Leder, Kunststoff oder Holz. Grillzangen gibt es in diversen unterschiedlichen Ausführungen. Meist bestehen sie entweder aus zwei Teilen, die wie eine Schere in der Mitte zusammengefügt sind, oder aus nur einem Bauteil, das in der Mitte gebogen ist.
Eine ähnliche Funktion wie die Grillzange erfüllt auch die filigranere Küchenpinzette.
Im Nordwesten Indiens und in angrenzenden Teilen Pakistans werden haushaltsübliche oder mit Zimbeln versehene Grillzangen, die in nordindischen Sprachen Chimta heißen, in der Volksmusik und religiösen Musik auch als Perkussionsinstrument verwendet.